# Charles G. Taylor
Charles McArthur Ghankay Taylor (28. siječnja 1948.) bio je 22. predsjednik Liberije.
30. svibnja 2012. osuđen je pred Specijalnim sudom za Sijera Leone na 50 godina zatvora, zbog sudjelovanja i pomaganja u građanskom ratu u toj zemlji.
U listopadu 2021. Charles Taylor je podnio je tužbu protiv Liberije zbog "neisplate mirovine". Ova je tužba podnesena Sudu pravde Ekonomske zajednice zapadnoafričkih država (ECOWAS).